# Vinogradi Ludbreški
Vinogradi Ludbreški is een plaats in de gemeente Ludbreg in de Kroatische provincie Varaždin. De plaats telt 564 inwoners (2001).